# Дискографија Брајана Адамса
Канадски певач Брајан Адамс објавио је тринаест студијских албума, шест компилација, два саундтрек албума, четири албума уживо и шездесет и девет синглова. Након успеха сингла Let Me Take You Dancing (1979), Адамс је потписао уговор са издавачком кућом A&M Records.
Први студијски албум под називом Bryan Adams објављен је 12. фебруара 1980. године и нашао се на 69. позицији листе Canadian RPM Albums. Други студијски албум You Want It You Got It Адамс је објавио 21. јуна 1981. године, а он се нашао на 118. позицији листе Билборд 200 и додељен му је златни сертификат у Канади.
Cuts Like a Knife, трећи студијски албум певача објављен је 18. јануара 1983. године и био је његов први успешан албум ван граница Канаде. Албум се нашао међу десет најбољих у Сједињеним Државама и Канади и додељен му је троструки платинумски сертификат од стране Канадског удружења дискографских кућа и платинумски сертификат од стране Америчког удружења дискографских кућа. Reckless, његов четврти студијски албум објављен је 5. новембра 1984. године, а продат је у више од 12 милиона примерака широм света. На албуму су се нашли синглови Run to You, Heaven и Summer of '69.. Године 1987. уследио је албум Into the Fire коме је додељен платинумски сертификат у Сједињеним Државама и троструки платинумски сертификат у Канади. 
Waking Up the Neighbours шести студијски албум, Адамс је објавио 24. септембра 1991. године, на коме су се нашле песме Everything I Do и I Do It for You, главна нумера филма Робин Худ: Краљ лопова. Албум је продат у преко 10 милиона примерака широм света. Адамс је такође издао компилацију највећих хитова под називом So Far So Good, 1993. године. Овај албум био је на врху листе у девет земаља и додељен му је шестроструки платинумски сертификат у Канади и петоструки у Сједињеним Државама. Седми студијски албум 18 til I Die објављен је 1996. године, продат у пет милиона примерака и додељен му је платинимски сертификат у Сједињеним Државама.
Адамсов први уживо албум MTV Unplugged, објављен је 1977. године и нашао се међу првих десет албума у четири земље, а продат је у два милиона примерака у Европи.
Осми студијски албум On a Day Like Today објављен је 1988. године и додељен му је двоструки платинумски сертификат у Канади и платинумски сертификат од стране IFPI Platinum Europe Awards. Други компилацијски албум Адамс под називом The Best of Me објављен је 1999. године и продат је у 2 милиона примерака у Европе, а додељен му је троструки платинумски сертификат у Канади.
Spirit: Stallion of the Cimarron, девети студијски албум Адамса објављен је 14. маја 2002. године. Албуму је додељен златни сертификат од стране Америчког удружења дискографских кућа. Са албума су се истакли синглови Here I Am и Room Service. Албум се нашао на 134. позицији америчке листе Билборд 200 и продат је у само 44.000 примерака у Сједињеним Државама. Ипак, албум се нашао на листи најбољих албума у Немачкој и Швајцарској. Адамсов трећи компилацијски албум Anthology објављен је 2005. године.
11, десети студијски албум Адамс је објавио 17. марта 2008. године и он се нашао на 80. позиције листе Билборд 200 и 1. позицији листе у Канади. Иако није добио никакве сертификате у Канади и Уједињеном Краљевству, албум је продат у више од пола милиона примерака широм света. Према Америчком удружењу дискографских кућа, Адамс је продато више од 17 милиона примерака албума у свету и између 65 и 100 милиона синглова широм света.

## Албуми

### Студијски албуми
| Назив | Детаљи | Позиција | Позиција | Позиција | Позиција | Позиција | Позиција | Позиција | Позиција | Позиција | Позиција | Сертификат |
| Назив | Детаљи | КАН      | АУС      | АУС 40   | НЕМ      | ХОЛ      | НОР      | ШВЕ      | ШВА      | УК       | САД      | Сертификат |
| --- | --- | -------- | -------- | -------- | -------- | -------- | -------- | -------- | -------- | -------- | -------- | --- |
| Bryan Adams                                                                                                   | - Датум објављивања: 12. фебруар 1980. - Издавачка кућа: A&M Records - Формат: винил, касета                                  | 69       | —        | —        | —        | —        | —        | —        | —        | —        | —        | |
| You Want It You Got It                                                                                        | - Датум објављивања: 21. јул 1981. - Издавачка кућа: A&M - Формат: винил, касета                                              | 50       | —        | —        | —        | —        | —        | —        | —        | 78       | 118      | - КАН: Златно |
| Cuts Like a Knife                                                                                             | - Датум објављивања: 18. јануар 1983. - Издавачка кућа: A&M - Формат: винил, касета, ЦД                                       | 8        | 52       | —        | 24       | —        | —        | 22       | —        | 21       | 8        | - CAN: 3× Платина - АУС: Златно - ШВА: Златно - УК: Сребрно - САД: Платина                                                            |
| Reckless | - Датум објављивања: 5. новембар 1984. - Издавачка кућа: A&M - Формат: винил, касета, ЦД                                      | 1        | 2        | —        | 19       | 11       | 2        | 5        | 10       | 7        | 1        | - КАН: Дијамантски - АУС: Платина - АУС 40: Златно - НЕМ: Златно - ХОЛ: Платина - ШВА: Платина - УК: 3× Платина - САД: 5× Платина     |
| Into the Fire                                                                                                 | - Датум објављивања: 30. март 1987. - Издавачка кућа: A&M - Формат: винил, касета, ЦД                                         | 2        | 14       | 13       | 7        | 18       | 4        | 3        | 4        | 10       | 7        | - КАН: 3× Платина - ШВА: Платина - УК: Златно - САД: Платина                                                                          |
| Waking Up the Neighbours                                                                                      | - Датум објављивања: 24. септембар 1991. - Издавачка кућа: A&M - Формат: винил, касета, ЦД                                    | 1        | 1        | 1        | 1        | 2        | 1        | 1        | 1        | 1        | 6        | - КАН: Diamond - АУС: 4× Платина - АУС 40: Платина - НЕМ: Платина - ХОЛ: Платина - ШВА: 4× Платина - УК: 3× Платина - САД: 4× Платина |
| 18 til I Die                                                                                                  | - Датум објављивања: 4. јун 1996. - Издавачка кућа: A&M - Формат: винил, касета, ЦД                                           | 4        | 2        | 2        | 4        | 9        | 7        | 5        | 2        | 1        | 31       | - КАН: 3× Платина - АУС: 3× Платина - АУС 40: Златно - НЕМ: Златно - ШВА: Платина - УК: 2× Платина - САД: Платина                     |
| On a Day Like Today                                                                                           | - Датум објављивања: 27. октобар 1998. - Издавачка кућа: A&M - Формат: винил, касета, ЦД                                      | 3        | 38       | 4        | 5        | 24       | 34       | 27       | 2        | 11       | 103      | - КАН: 2× Платина - АУС 40: Златно - НЕМ: Златно - ШВА: Платина - УК: Зланто                                                          |
| Spirit: Stallion of the Cimarron                                                                              | - Датум објављивања: 14. мај 2002. - Издавачка кућа: A&M - Формат:касета, ЦД                                                  | —        | 94       | 6        | 7        | 22       | 19       | 24       | 6        | 8        | 40       | - ШВА: Златно - УК: Сребрно - САД: Златно                                                                                             |
| Room Service                                                                                                  | - Датум објављивања: 20. септембар 2004. - Издавачка кућа: Polydor Records - Формат: дигитално преузимање, ЦД                 | 2        | 15       | 3        | 1        | 3        | 18       | 19       | 1        | 4        | 134      | - КАН: Платина - НЕМ: Златно - ШВА: Златно - УК: Златно                                                                               |
| 11 | - Датум објављивања: 17. март 2008. - Издавачка кућа: Polydor - Формат: ЦД, дигитално преузимање                              | 1        | 35       | 2        | 2        | 8        | 39       | 30       | 1        | 6        | 80       | - ШВА: Златно - УК: Сребрно |
| Tracks of My Years                                                                                            | - Датум објављивања: 30. септембар 2014. - Издавачка кућа: Verve Records - Формат: ЦД, дигитално преузимање                   | 1        | 61       | 5        | 5        | 41       | —        | —        | 6        | 11       | 89       | - КАН: Златно |
| Get Up | - Датум објављивања: 2. октобар 2015. - Издавачка кућа: Universal Music Enterprises - Формат: ЦД, дигитално преузимање, винил | 8        | 6        | 4        | 3        | 13       | 33       | 9        | 1        | 2        | 99       | - УК: Сребрно |
| "—" означава издање које или није дебитовало на тој топ-листи или није дебитовало у/на тој држави/територији. | |          |          |          |          |          |          |          |          |          |          | |

### Уживо албуми
| Назив | Детаљи                                                                                               | Позиција | Позиција | Позиција | Позиција | Позиција | Позиција | Позиција | Позиција | Позиција | Позиција | Сертификат                                                                |
| Назив | Детаљи                                                                                               | КАН      | АУС      | АУС 40   | НЕМ      | ХОЛ      | НОР      | ШВЕ      | ШВА      | УК       | САД      | Сертификат                                                                |
| --- | --- | -------- | -------- | -------- | -------- | -------- | -------- | -------- | -------- | -------- | -------- | ------------------------------------------------------------------------- |
| Live! Live! Live!                                                                                             | - Датум објављивања: 1998. - Издавачка кућа: A&M - Формат: ЦД, винил, касета                         | —        | —        | 17       | 26       | 57       | —        | 22       | 21       | 17       | —        | - КАН: Златно - УК: Сребрно                                               |
| MTV Unplugged                                                                                                 | - Датум објављивања: 9. децембар 1997. - Издавачка кућа: MTV - Формат: ЦД, винил, касета             | 10       | 28       | 7        | 8        | 15       | 22       | 54       | 3        | 19       | 88       | - АУС: Златно - АУС 40: Златно - НЕМ: Златно - ШВА: Платина - УК: Платина |
| Live at the Budokan                                                                                           | - Датум објављивања: 17. јун 2003. - Издавачка кућа: A&M - Формат: ЦД, дигитално преузимање          | —        | —        | —        | —        | —        | —        | —        | —        | —        | —        |                                                                           |
| Bare Bones | - Датум објављивања: 29. октобар 2010. - Издавачка кућа: Polydor - Формат: ЦД, дигитално преузимање  | 18       | 38       | 19       | 28       | 52       | —        | —        | 20       | 35       | —        | - КАН: Златно                                                             |
| Live at Sydney Opera House                                                                                    | - Датум објављивања: 2. септембар 2013. - Издавачка кућа: Polydor - Формат: ЦД, дигитално преузимање | —        | —        | —        | —        | —        | —        | —        | —        | —        | —        |                                                                           |
| "—" означава издање које или није дебитовало на тој топ-листи или није дебитовало у/на тој држави/територији. | |          |          |          |          |          |          |          |          |          |          |                                                                           |

### Компилацијски албуми
| Назив | Детаљи | Позиција | Позиција | Позиција | Позиција | Позиција | Позиција | Позиција | Позиција | Позиција | Позиција | Сертификат |
| Назив | Детаљи | КАН      | АУС      | АУС 40   | НЕМ      | ХОЛ      | НОР      | ШВЕ      | ШВА      | УК       | САД      | Сертификат |
| --- | --- | -------- | -------- | -------- | -------- | -------- | -------- | -------- | -------- | -------- | -------- | --- |
| Hits On Fire                                                                                                  | - Датум објављивања: 1998. - Издавачка кућа: A&M - Формат: ЦД, винил, касета                                       | —        | —        | —        | —        | —        | —        | —        | —        | —        | —        | |
| So Far So Good                                                                                                | - Датум објављивања: 2. новембар 1993. - Издавачка кућа: A&M - Формат: ЦД, винил, касета                           | 1        | 1        | 1        | 1        | 1        | 1        | 1        | 1        | 1        | 6        | - ABPD: Златно - КАН: 6× Платина - АУС: 11× Платина - АУС 40: 2× Платина - НЕМ: 2× Платина - ХОЛ: 2× Платина - НОР: 3× Платина - ШВА: 4× Платина - УК: 3× Платина - САД: 5× Платина |
| The Best of Me                                                                                                | - Датум објављивања: 15. новембар 1999. - Издавачка кућа: A&M - Формат: ЦД, винил, касета                          | 7        | 18       | 4        | 7        | 13       | 2        | 20       | 3        | 12       | —        | - КАН: 3× Платина - АУС: Платина - АУС 40: Златно - НЕМ: Златно - НОР: Златно - ШВА: Платина - УК: 3× Платина                                                                       |
| Anthology | - Датум објављивања: 18. октобар 2005. - Издавачка кућа: A&M - Формат: ЦД, дигитално преузимање                    | 4        | 55       | 28       | 30       | —        | 10       | 5        | 39       | 29       | 65       | - КАН: 2× Платина - УК: Платина |
| Icon | - Датум објављивања: 31. август 2010 - Издавачка кућа: Universal Music Group - Формат: ЦД, дигитално преузимање    | 32       | —        | —        | —        | —        | —        | —        | —        | —        | —        | |
| Ultimate | - Датум објављивања: 3. новембар 2017. - Издавачка кућа: Polydor Records - Формат: ЦД, дигитално преузимање, винил | 83       | —        | —        | —        | 129      | —        | —        | 52       | 11       | —        | |
| "—" означава издање које или није дебитовало на тој топ-листи или није дебитовало у/на тој држави/територији. | |          |          |          |          |          |          |          |          |          |          | |

## Епови
| Назив             | Детаљи                                                                                    |
| ----------------- | ----------------------------------------------------------------------------------------- |
| Colour Me Kubrick | - Датум објављивања: 2005. - Издавачка кућа: Universal - Формат: ЦД, дигитално преузимање |

## Синглови

### 1978—1987
| Назив | Година | Позиција | Позиција | Позиција | Позиција | Позиција | Позиција | Позиција | Позиција | Позиција | Позиција | Сертификати                 | Албум                    |
| Назив | Година | КАН      | АУС      | АУС 40   | НЕМ      | ИР       | ХОЛ      | ШВЕ      | ШВА      | УК       | САД      | Сертификати                 | Албум                    |
| --- | ------ | -------- | -------- | -------- | -------- | -------- | -------- | -------- | -------- | -------- | -------- | --------------------------- | ------------------------ |
| "Let Me Take You Dancing"                                                                                     | 1978   | 90       | —        | —        | —        | —        | —        | —        | —        | —        | —        |                             | Није ни на једном албуму |
| "Give Me Your Love"                                                                                           | 1980   | 91       | —        | —        | —        | —        | —        | —        | —        | —        | —        |                             | Bryan Adams              |
| "Remember" | 1980   | —        | —        | —        | —        | —        | —        | —        | —        | —        | —        |                             | Bryan Adams              |
| "Hidin' from Love"                                                                                            | 1980   | 64       | —        | —        | —        | —        | —        | —        | —        | —        | —        |                             | Bryan Adams              |
| "Coming Home"                                                                                                 | 1981   | —        | —        | —        | —        | —        | —        | —        | —        | —        | —        |                             | You Want It You Got It   |
| "Fits Ya Good"                                                                                                | 1981   | 30       | —        | —        | —        | —        | —        | —        | —        | —        | —        |                             | You Want It You Got It   |
| "Lonely Nights"                                                                                               | 1982   | —        | —        | —        | —        | —        | —        | —        | —        | —        | 84       |                             | You Want It You Got It   |
| "Straight from the Heart"                                                                                     | 1983   | 20       | 98       | —        | —        | —        | —        | —        | —        | 51       | 10       |                             | Cuts Like a Knife        |
| "Cuts Like a Knife"                                                                                           | 1983   | 12       | 55       | —        | —        | —        | —        | —        | —        | —        | 15       |                             | Cuts Like a Knife        |
| "This Time"                                                                                                   | 1983   | 32       | —        | —        | —        | 28       | —        | —        | —        | 41       | 24       |                             | Cuts Like a Knife        |
| "Take Me Back"                                                                                                | 1983   | —        | —        | —        | —        | —        | —        | —        | —        | —        | —        |                             | Cuts Like a Knife        |
| "I'm Ready"                                                                                                   | 1983   | —        | —        | —        | —        | —        | —        | —        | —        | —        | —        |                             | Cuts Like a Knife        |
| "The Only One"                                                                                                | 1983   | —        | —        | —        | —        | —        | —        | —        | —        | —        | —        |                             | Cuts Like a Knife        |
| "Run to You"                                                                                                  | 1984   | 4        | 24       | —        | —        | 8        | 14       | —        | —        | 11       | 6        | - КАН: Златно               | Reckless                 |
| "Kids Wanna Rock"                                                                                             | 1984   | —        | —        | —        | —        | —        | —        | —        | —        | —        | —        |                             | Reckless                 |
| "Somebody" | 1985   | 13       | 76       | —        | —        | 20       | —        | —        | —        | 35       | 11       |                             | Reckless                 |
| "Heaven" | 1985   | 11       | 12       | —        | 28       | 11       | 28       | 8        | 14       | 38       | 1        | - КАН: Златно - УК: Сребрно | Reckless                 |
| "Summer of '69"                                                                                               | 1985   | 11       | 14       | 17       | 62       | 18       | 4        | 13       | —        | 42       | 5        | - НЕМ: Златно - УК: Платина | Reckless                 |
| "One Night Love Affair"                                                                                       | 1985   | 19       | 85       | —        | —        | —        | —        | —        | —        | —        | 13       |                             | Reckless                 |
| "It's Only Love" (Тина Тарнер и Брајан Адамс)                                                                 | 1985   | 14       | 57       | 30       | 44       | 16       | 21       | 5        | 16       | 29       | 15       |                             | Reckless                 |
| "Diana" | 1985   | —        | —        | —        | —        | —        | —        | —        | —        | —        | —        |                             | Није ни на једном албуму |
| "Christmas Time"                                                                                              | 1985   | 39       | 64       | 39       | 36       | 26       | 33       | 19       | 18       | 55       | —        | - КАН: Платина              | Није ни на једном албуму |
| "Heat of the Night"                                                                                           | 1987   | 7        | 25       | —        | 33       | —        | 34       | 7        | 17       | 50       | 6        | - КАН: Златно               | Into the Fire            |
| "Hearts on Fire"                                                                                              | 1987   | 25       | 89       | —        | —        | —        | —        | —        | —        | 57       | 26       |                             | Into the Fire            |
| "Victim of Love"                                                                                              | 1987   | 49       | 92       | —        | —        | —        | —        | —        | —        | 68       | 32       |                             | Into the Fire            |
| "Only the Strong Survive"                                                                                     | 1987   | 64       | —        | —        | —        | —        | —        | —        | —        | —        | —        |                             | Into the Fire            |
| "Into the Fire"                                                                                               | 1987   | —        | —        | —        | —        | —        | —        | —        | —        | —        | —        |                             | Into the Fire            |
| "Another Day"                                                                                                 | 1987   | —        | —        | —        | —        | —        | —        | —        | —        | —        | —        |                             | Into the Fire            |
| "—" означава издање које или није дебитовало на тој топ-листи или није дебитовало у/на тој држави/територији. |        |          |          |          |          |          |          |          |          |          |          |                             |                          |

### 1990—1999
| Назив | Година | Позиција | Позиција | Позиција | Позиција | Позиција | Позиција | Позиција | Позиција | Позиција | Позиција | Сертификати | Албум                                   |
| Назив | Година | КАН      | АУС      | АУС 40   | НЕМ      | ИР       | ХОЛ      | ШВЕ      | ШВА      | УК       | САД      | Сертификати | Албум                                   |
| --- | ------ | -------- | -------- | -------- | -------- | -------- | -------- | -------- | -------- | -------- | -------- | --- | --------------------------------------- |
| "Young Lust"                                                                                                  | 1990   | —        | —        | —        | —        | —        | —        | —        | —        | —        | —        | | The Wall: Live in Berlin                |
| "(Everything I Do) I Do It for You"                                                                           | 1991   | 1        | 1        | 1        | 1        | 1        | 1        | 1        | 1        | 1        | 1        | - АУС: 2× Платина - АУС 40: Платина - КАН: 2× Платина - ФРА: Златно - НЕМ: Платина - САД: 3× Платина - УК: 2× Платина | Waking Up the Neighbours                |
| "Can't Stop This Thing We Started"                                                                            | 1991   | 1        | 9        | 14       | 14       | 4        | 10       | 3        | 8        | 12       | 2        | - КАН: Златно - САД: Златно                                                                                           | Waking Up the Neighbours                |
| "There Will Never Be Another Tonight"                                                                         | 1991   | 2        | 30       | —        | 55       | 11       | 29       | 33       | —        | 32       | 31       | | Waking Up the Neighbours                |
| "Thought I'd Died and Gone to Heaven"                                                                         | 1992   | 1        | 13       | —        | 47       | 11       | 43       | —        | —        | 8        | 13       | | Waking Up the Neighbours                |
| "All I Want Is You"                                                                                           | 1992   | —        | 31       | —        | —        | 20       | —        | —        | —        | 22       | —        | | Waking Up the Neighbours                |
| "Do I Have to Say the Words?"                                                                                 | 1992   | 2        | 61       | —        | 75       | —        | 34       | —        | —        | 30       | 11       | | Waking Up the Neighbours                |
| "Touch the Hand"                                                                                              | 1992   | 37       | —        | —        | —        | —        | —        | —        | —        | —        | —        | | Waking Up the Neighbours                |
| "Please Forgive Me"                                                                                           | 1993   | 1        | 1        | 2        | 3        | 1        | 3        | 2        | 2        | 2        | 7        | - АУС: 2× Платина - АУС 40: Златно - НЕМ: Златно - УК: Златно                                                         | So Far So Good                          |
| "All for Love" (Боб Стјуарт, Стинг и Брајан Адамс)                                                            | 1993   | 1        | 1        | 1        | 1        | 1        | 3        | 1        | 1        | 2        | 1        | - АУС: Платина - НЕМ: Златно - УК: Сребрно                                                                            | Три мускетара                           |
| "Have You Ever Really Loved a Woman?"                                                                         | 1995   | 1        | 1        | 1        | 3        | 3        | 2        | 6        | 1        | 4        | 1        | - АУС: Платина - АУС 40: Златно - НЕМ: Златно - УК: Сребрно                                                           | Don Juan DeMarco                        |
| "Rock Steady" (Bonnie Raitt и Брајан Адамс)                                                                   | 1995   | 17       | —        | —        | —        | —        | —        | —        | —        | 50       | 73       | | Road Tested                             |
| "The Only Thing That Looks Good on Me Is You"                                                                 | 1996   | 1        | 19       | 17       | 44       | 26       | 21       | 24       | 5        | 6        | 52       | | 18 til I Die                            |
| "Let's Make a Night to Remember"                                                                              | 1996   | 1        | 7        | 34       | 57       | 25       | —        | 39       | 41       | 10       | 24       | - АУС: Златно | 18 til I Die                            |
| "Star" | 1996   | —        | —        | —        | 76       | —        | —        | —        | —        | 13       | —        | | 18 til I Die                            |
| "I Finally Found Someone" (Барбра Страјсенд и Фарел Вилијамс)                                                 | 1996   | 18       | 2        | 23       | 53       | 1        | 16       | 9        | 17       | 10       | 8        | - АУС: Платина | The Mirror Has Two Faces / 18 til I Die |
| "18 til I Die"                                                                                                | 1996   | 21       | —        | —        | 85       | —        | 86       | —        | —        | 22       | —        | | 18 til I Die                            |
| "Do to You"                                                                                                   | 1997   | 6        | —        | —        | —        | —        | —        | —        | —        | —        | —        | | 18 til I Die                            |
| "I'll Always Be Right There"                                                                                  | 1997   | 14       | —        | —        | —        | —        | —        | —        | —        | —        | —        | | 18 til I Die                            |
| "Back to You"                                                                                                 | 1997   | 1        | 38       | —        | 62       | —        | 77       | 56       | —        | 18       | —        | | MTV Unplugged                           |
| "I'm Ready"                                                                                                   | 1998   | 11       | —        | —        | 66       | —        | 24       | —        | —        | 20       | —        | | MTV Unplugged                           |
| "On a Day Like Today"[C]                                                                                      | 1998   | 1        | 60       | 32       | 53       | —        | 66       | —        | 32       | 13       | —        | | On a Day Like Today                     |
| "When You're Gone" (Melanie C и Брајан Адамс)                                                                 | 1998   | 13       | 4        | 14       | 14       | 3        | 7        | 8        | 11       | 3        | —        | - АУС: Платина - НОР: Златно - УК: Платина                                                                            | On a Day Like Today                     |
| "Cloud Number Nine"                                                                                           | 1999   | 7        | 67       | 13       | 33       | 16       | 62       | 43       | 26       | 6        | —        | | On a Day Like Today                     |
| "The Best of Me"                                                                                              | 1999   | 10       | —        | 37       | 65       | —        | 67       | —        | 31       | 47       | —        | | The Best of Me                          |
| "—" означава издање које или није дебитовало на тој топ-листи или није дебитовало у/на тој држави/територији. |        |          |          |          |          |          |          |          |          |          |          | |                                         |

### 2000—2009
| Назив | Година | Позиција | Позиција | Позиција | Позиција | Позиција | Позиција | Позиција | Позиција | Позиција | Позиција | Сертификати                 | Албум                            |
| Назив | Година | КАН      | АУС      | АУС 40   | НЕМ      | ИР       | ХОЛ      | ШВЕ      | ШВА      | УК       | САД AC   | Сертификати                 | Албум                            |
| --- | ------ | -------- | -------- | -------- | -------- | -------- | -------- | -------- | -------- | -------- | -------- | --------------------------- | -------------------------------- |
| "Don't Give Up" (\|Chicane и Брајан Адамс)[D]                                                                 | 2000   | —        | 6        | —        | 24       | 11       | 21       | 51       | 42       | 1        | —        | - АУС: Златно - УК: Сребрно | Behind the Sun / The Best of Me  |
| "Inside Out"                                                                                                  | 2000   | 17       | —        | —        | 66       | —        | 91       | —        | 53       | —        | —        |                             | The Best of Me                   |
| "Here I Am"                                                                                                   | 2002   | —        | 86       | 12       | 17       | 15       | 30       | 15       | 24       | 5        | 5        |                             | Spirit: Stallion of the Cimarron |
| "Open Road"                                                                                                   | 2004   | 1        | —        | 35       | 23       | 50       | 28       | —        | 17       | 21       | —        |                             | Room Service                     |
| "Flying" | 2004   | —        | —        | —        | 68       | —        | 86       | —        | 51       | 37       | —        |                             | Room Service                     |
| "Room Service"                                                                                                | 2005   | —        | —        | —        | 74       | —        | —        | —        | —        | —        | —        |                             | Room Service                     |
| "This Side of Paradise"                                                                                       | 2005   | —        | —        | —        | —        | —        | —        | —        | —        | —        | 20       |                             | Room Service                     |
| "Why Do You Have to Be So Hard to Love?"                                                                      | 2005   | —        | —        | —        | —        | —        | —        | —        | —        | —        | —        |                             | Room Service                     |
| "So Far So Good"                                                                                              | 2006   | —        | —        | —        | —        | —        | —        | —        | —        | —        | —        |                             | Anthology                        |
| "When You're Gone" (Памела Андерсон и Брајан Адамс)                                                           | 2006   | —        | —        | —        | —        | —        | —        | —        | —        | —        | —        |                             | Anthology                        |
| "I Thought I'd Seen Everything"                                                                               | 2008   | 47       | —        | 41       | 55       | —        | —        | —        | 52       | 146      | 21       |                             | 11                               |
| "Tonight We Have the Stars"                                                                                   | 2008   | —        | —        | —        | —        | —        | —        | —        | —        | —        | —        |                             | 11                               |
| "She's Got a Way"                                                                                             | 2008   | —        | —        | —        | —        | —        | —        | —        | —        | —        | —        |                             | 11                               |
| "You've Been a Friend to Me"                                                                                  | 2009   | —        | —        | —        | —        | —        | —        | —        | —        | —        | —        |                             | Old Dogs                         |
| "—" означава издање које или није дебитовало на тој топ-листи или није дебитовало у/на тој држави/територији. |        |          |          |          |          |          |          |          |          |          |          |                             |                                  |

### 2010—
| Назив | Година | Позиција | Позиција | Позиција | Позиција | Сертификат | Албум                    |
| Назив | Година | КАН      | АУС 40   | НЕМ      | УК       | Сертификат | Албум                    |
| --- | ------ | -------- | -------- | -------- | -------- | ---------- | ------------------------ |
| "One World, One Flame"                                                                                        | 2010   | —        | 70       | 44       | —        |            | Није ни на једном албуму |
| "I Still Miss You...A Little Bit"                                                                             | 2010   | —        | —        | —        | —        |            | Bare Bones               |
| "Alberta Bound"                                                                                               | 2011   | 100      | —        | —        | —        |            | Није ни на једном албуму |
| "Merry Christmas"                                                                                             | 2011   | —        | —        | —        | —        |            | Није ни на једном албуму |
| "Tonight in Babylon" (Loverush UK featuring Bryan Adams)                                                      | 2012   | —        | —        | —        | —        |            | Није ни на једном албуму |
| "After All" (Michael Bublé и Брајан Адамс)                                                                    | 2013   | 96       | —        | —        | —        |            | To Be Loved              |
| "She Knows Me"                                                                                                | 2014   | —        | —        | —        | —        |            | Tracks of My Years       |
| "You Belong to Me"                                                                                            | 2015   | —        | —        | —        | 181      |            | Get Up                   |
| "Brand New Day"                                                                                               | 2015   | —        | —        | —        | —        |            | Get Up                   |
| "Please Stay"                                                                                                 | 2017   | —        | —        | —        | —        |            | Ultimate                 |
| "—" означава издање које или није дебитовало на тој топ-листи или није дебитовало у/на тој држави/територији. |        |          |          |          |          |            |                          |